# Ripalimosani
Ripalimosani – miejscowość i gmina we Włoszech, w regionie Molise, w prowincji Campobasso.
Według danych na rok 2004 gminę zamieszkiwało 2588 osób, 78,4 os./km².